# Robert Matthey
Robert Matthey, né le 21 juillet 1900 à Avenex-sur-Nyon et mort le 22 février 1982 à Pully, est un zoologue et enseignant vaudois.

## Biographie
Robert Matthey suit des études de zoologie à Lausanne où il obtient son doctorat en 1923. Il est nommé professeur à l'Université de Lausanne de 1938 à 1970.
Spécialisé en cytogénétique, Robert Matthey est membre fondateur de la Société suisse de génétique (en 1940). On lui attribue la paternité de la cytotaxonomie. Il reçoit le Prix Marcel Benoist en 1944. Grand partisan du Fonds national suisse de la recherche, il a été membre du Conseil national de la recherche de 1952 à 1969.
Son frère Pierre-Louis est un écrivain.

## Sources
- « Robert Matthey », sur la base de données des personnalités vaudoises sur la plateforme « Patrinum » de la Bibliothèque cantonale et universitaire de Lausanne.
- Paul-Émile Pilet, « Robert Matthey » dans le Dictionnaire historique de la Suisse en ligne.
- Bollettino di Zoologia, 49, 1982, 165-168
- Revue suisse de Zoologie, suppl., 1982, 7-10
- P.-E. Pilet, Naturalistes et biologistes à Lausanne, 1991, 150-153
- Olivier Robert, Francesco Panese, Dictionnaire de professeurs de l'Université de Lausanne dès 1890, Lausanne, 2000 p. 813 avec photographie